# Vallenar
Vallenar est une ville et une commune du Chili, capitale de la province de Huasco, dans la Région d'Atacama. À 146 km de Copiapó et à 645 km au nord de Santiago, la ville de Vallenar est située à proximité du río Huasco.
La population de la ville s'élevait à 51 917 habitants selon le recensement de 2017.

Position de Vallenar (en rouge) au sein de la Région d'Atacama.